# Frans Xavery

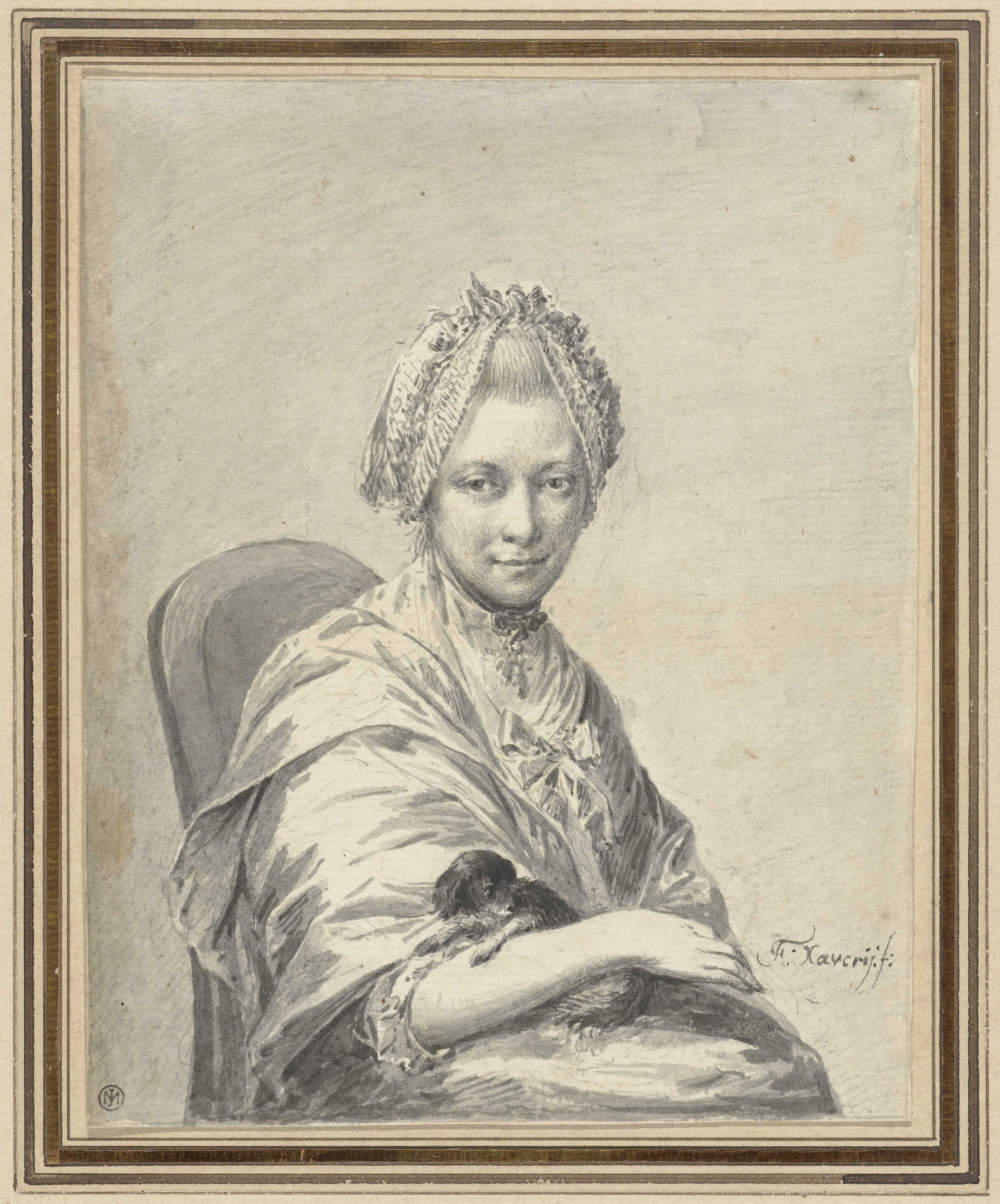
Portret van een jonge vrouw met een hondje, collectie Rijksmuseum Amsterdam. Aan de rechterzijde gesigneerd F : Xaverij. f:

Franciscus Xaverius (Frans) Xavery (gedoopt Den Haag, 15 januari 1740 - na 1788) was een Nederlands kunstschilder en tekenaar. Hij wordt ook vermeld als Frans of Franciscus Xaverij. 

## Leven en werk
Franciscus of Frans Xavery werd gedoopt in de katholieke kerk in de Oude Molstraat als zoon van de uit Antwerpen afkomstige beeldhouwer Jan-Baptist Xavery en Maria Christine Robart. Hoewel zowel hun vader, als grootvader Albert en overgrootvader Jeronimus Xavery beeldhouwers waren, kozen Frans en zijn oudere broer Jacob voor de schilderkunst. Frans werd daarin opgeleid door zijn oom Gerardus Josephus Xavery en later door de Amsterdamse schilder Jacob de Wit.
Xavery schilderde en tekende onder meer (italianiserende) landschappen met figuren en dieren, marines en portretten. Hij was lid van het Haags genootschap Confrerie Pictura. Hij was daarnaast een bekend beschilder van waaiers.
Frans Xavery overleed na 1788, in dat jaar schilderde hij nog zes landschapstaferelen voor Hotel Stroobant in Terbruggen. Deze wandtaferelen zijn overgebracht naar het Taxandriamuseum in Turnhout, waar een Xavery-zaal is ingericht. Ander werk van hem is opgenomen in de collecties van onder andere het Museum Boijmans Van Beuningen en het Rijksmuseum Amsterdam.

## Enkele werken

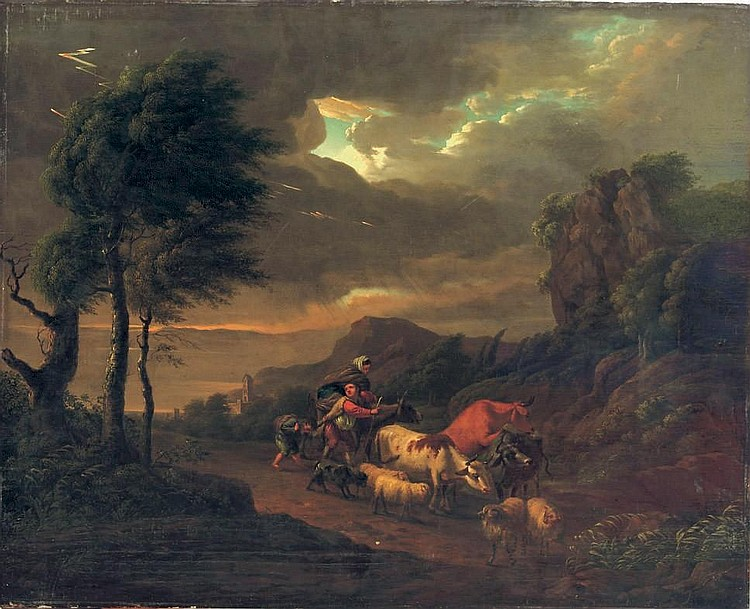
Italianiserend landschap met boerengezin in een onweersbui.
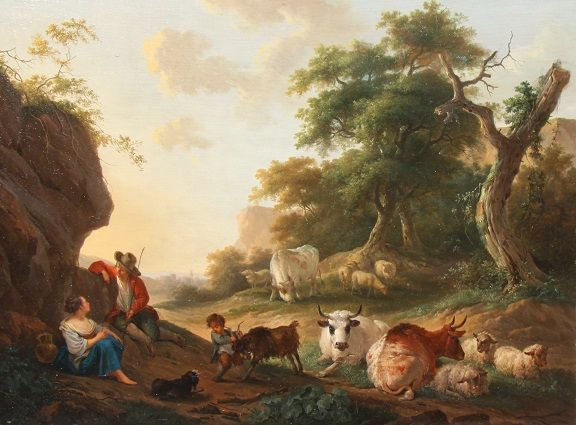
Landschap met koeien en schapen.
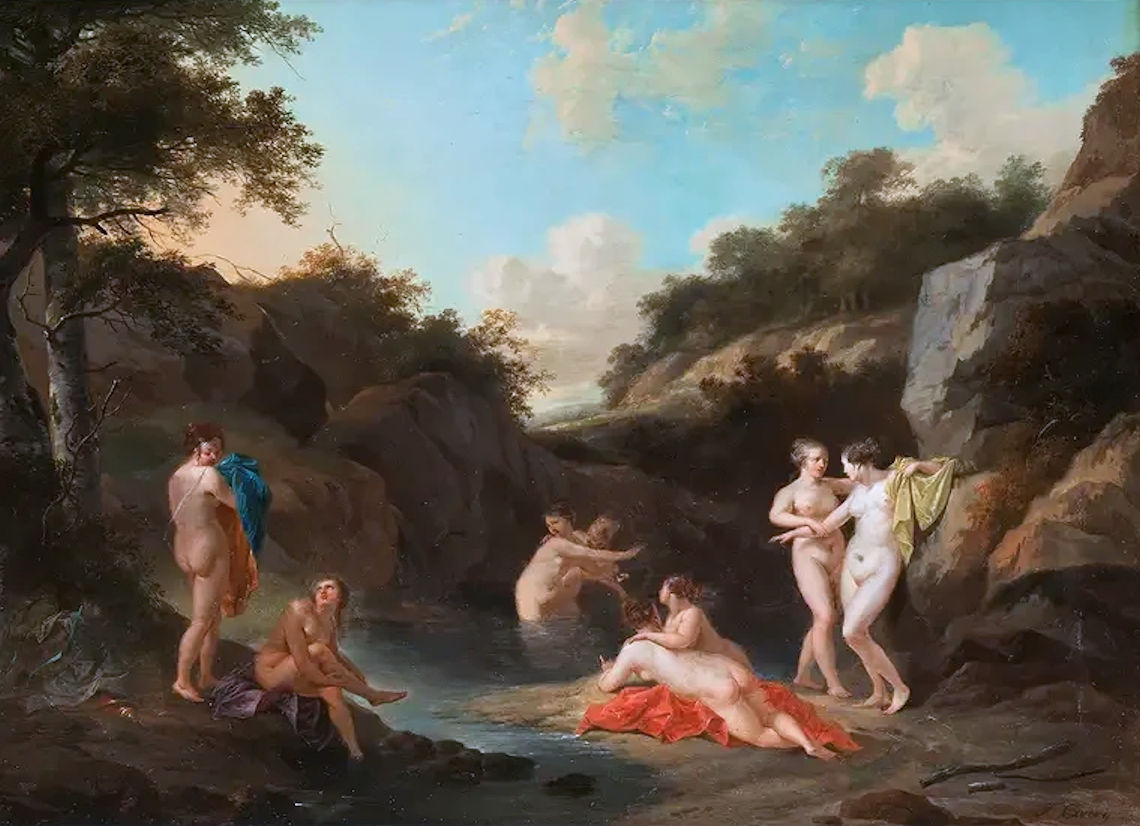
Badende nimfen.
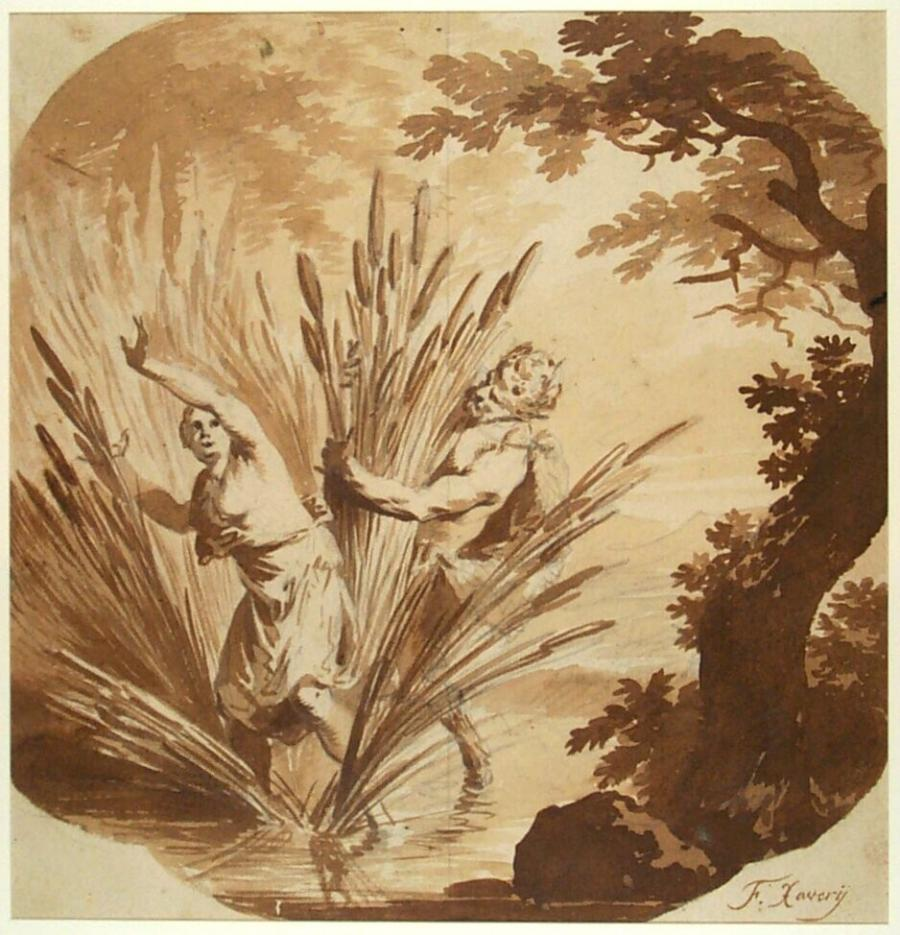
Pan en Syrinx, collectie Museum Boymans Van Beuningen.

- RKD-Nederlands Instituut voor Kunstgeschiedenis: 85884
- Union List of Artist Names: 500057530
- Virtual International Authority File: 96064417